# ایشیکاواجیما تسو-۱۱
ایشیکاواجیما تسو-۱۱ (به انگلیسی: Ishikawajima Tsu-11) یک موتور هواگرد ساختِ کارخانهٔ آی‌اچ‌آی در کشور ژاپن است.